# Clan Dołęga
Dołęga (ou Dolanga, Dolenga, Dolega) est un blason de la noblesse polonaise. 
Le plus ancien sceau connu de ce clan de chevalerie date de 1373. Son nom est cité pour la première fois en 1402.

## Membres notables
- Paweł Włodkowic (entre 1370 et 1373 -1435), éminent érudit, juriste et recteur de l'Académie de Cracovie, défenseur de l'idée de la cohabitation pacifique des peuples chrétiens et non chrétiens au Concile de Constance en 1414
- Marcin Podgórski (Clan Dołęga), trésorier royal en 1593.
- Zorian Dołęga-Chodakowski (1784 -1825), archéologue, ethnologue slaviste
- Antoni Górecki (1787 -1861), poète et écrivain polonais. Il a participé aux guerres napoléoniennes.
- Tadeusz Górecki (1825 - 1868), peintre
- Józef Skłodowski (1863-1937), médecin
- Bronisława (Bronia) Dłuska, née Skłodowska (1865 -1939) médecin, activiste sociale. Première directrice de l'Institut du Radium de Varsovie
- Maria Skłodowska-Curie (1867 -1934) physicienne et chimiste polonaise naturalisée française
- Tadeusz Dołęga-Mostowicz (1898 - 1939), écrivain, journaliste, scénariste
- Aleksander Kakowski (1862  - 1938), cardinal polonais, archevêque de Varsovie.
- Wacław Michał Zaleski, (1799 - 1849) poète, activiste social, premier gouverneur polonais de la Galicie sous l'empire autrichien